# Émile Bernard
Émile Bernard (ur. 28 kwietnia 1868 w Lille, zm. 16 kwietnia w 1941 w Paryżu) – francuski malarz.
Oprócz obrazów Bernard tworzył także grafiki, projektował tkaniny, pisał artykuły o sztuce. Przyjaźnił się z Vincentem van Goghiem i Paulem Gauguinem. Wraz z Gauguinem należał do Szkoły z Pont-Aven. Był jednym z autorów metod: syntetyzmu i cloisonizmu.
W młodości uczył się u Cormona, w jego pracowni zaprzyjaźnił się z Henri de Toulouse-Lautrekiem i poznał impresjonizm. Gauguina poznał w Bretanii, gdzie wyjechał w 1888 roku. Technika Bernarda miała duży wpływ na malarstwo Gauguina i van Gogha.
Po roku 1891 malował w Pont-Aven i wyjeżdżał do Włoch i Egiptu. W Egipcie mieszkał ponad 10 lat, a także ożenił się z Libanką, z którą miał pięcioro dzieci. W 1910 zakochał się w siostrze Paula Forta i opuścił żonę, powrócił też z Egiptu. W kolejnych latach przebywał w Bretanii, podróżował też do Wenecji. W 1936 odznaczony został Legią Honorową. 

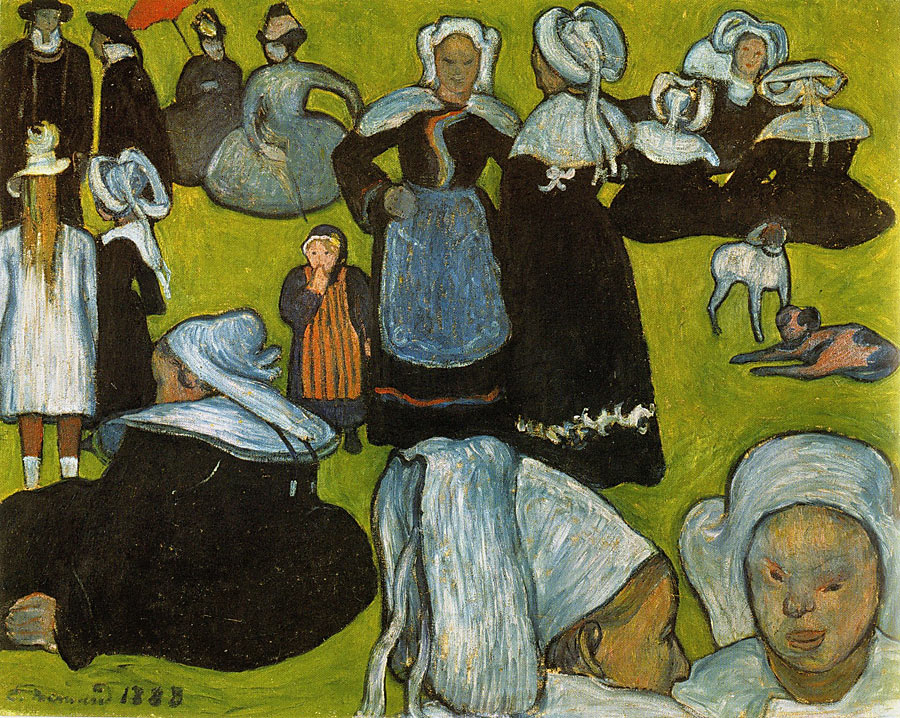
À Gauguin, 1888
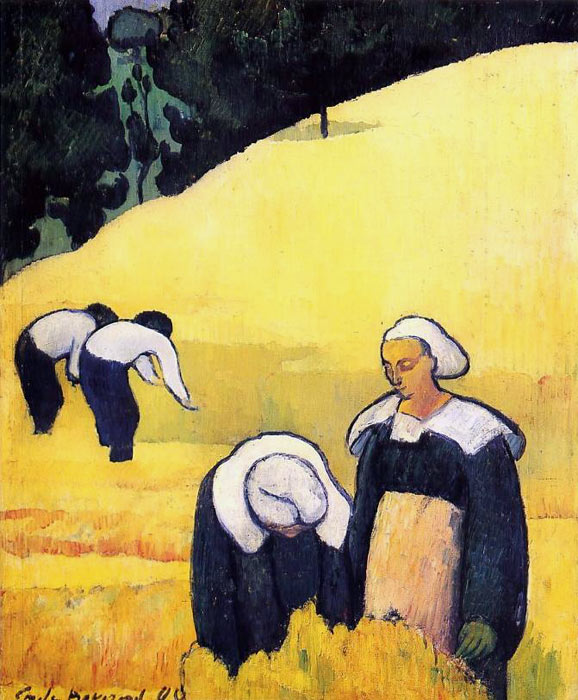
La moisson, 1888
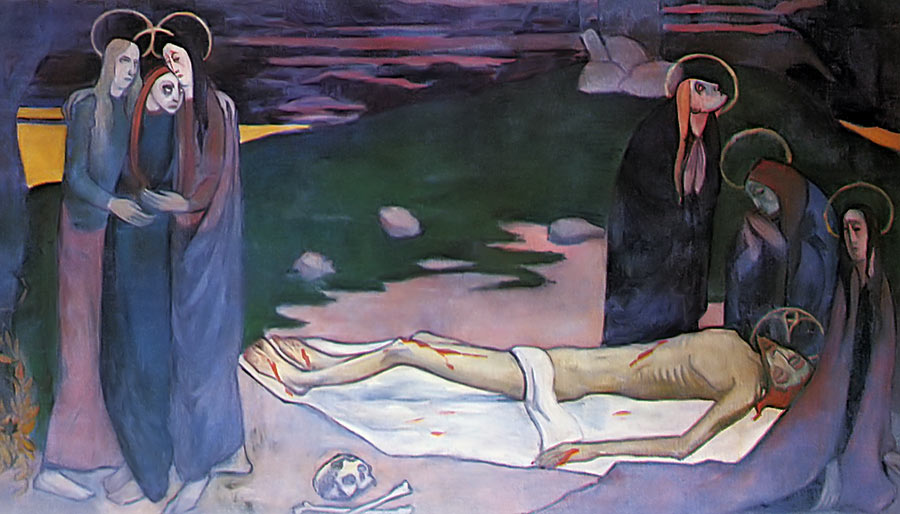
Pietà, 1890
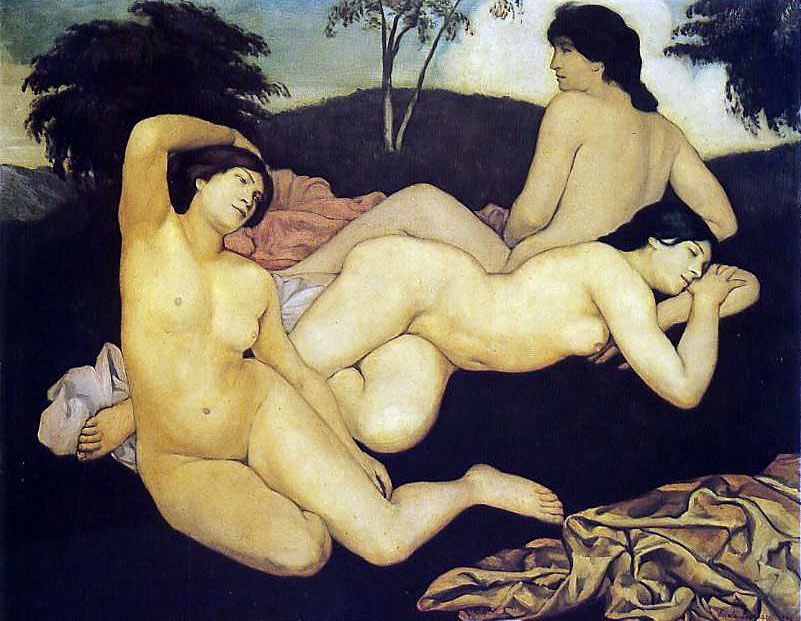
Après le bain, les nymphes, 1908